# Henriette Davidis
Johanna Friederika Henriette Katharina Davidis (Wengern, 1º marzo 1800 – Dortmund, 3 aprile 1876) è stata una scrittrice tedesca.
Considerata la più famosa autrice tedesca di libri di cucina, il suo libro Praktisches Kochbuch, dalla metà del XIX secolo fino agli inizi del XX secolo, faceva parte della dotazione di ricettari presente in ogni casa tedesca.

## Biografia

### Gioventù e formazione

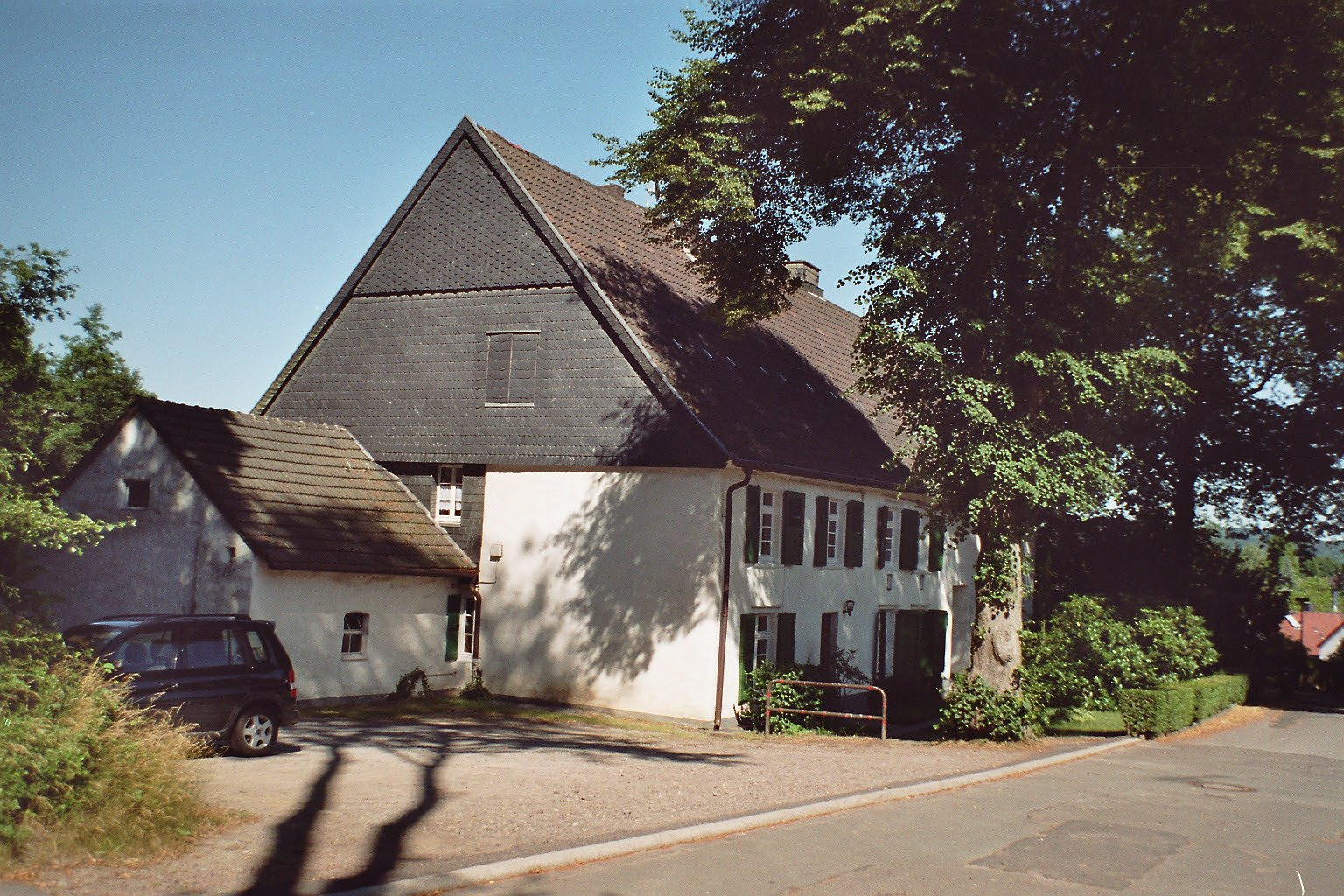
La casa natale di Henriette Davidis a Wengern

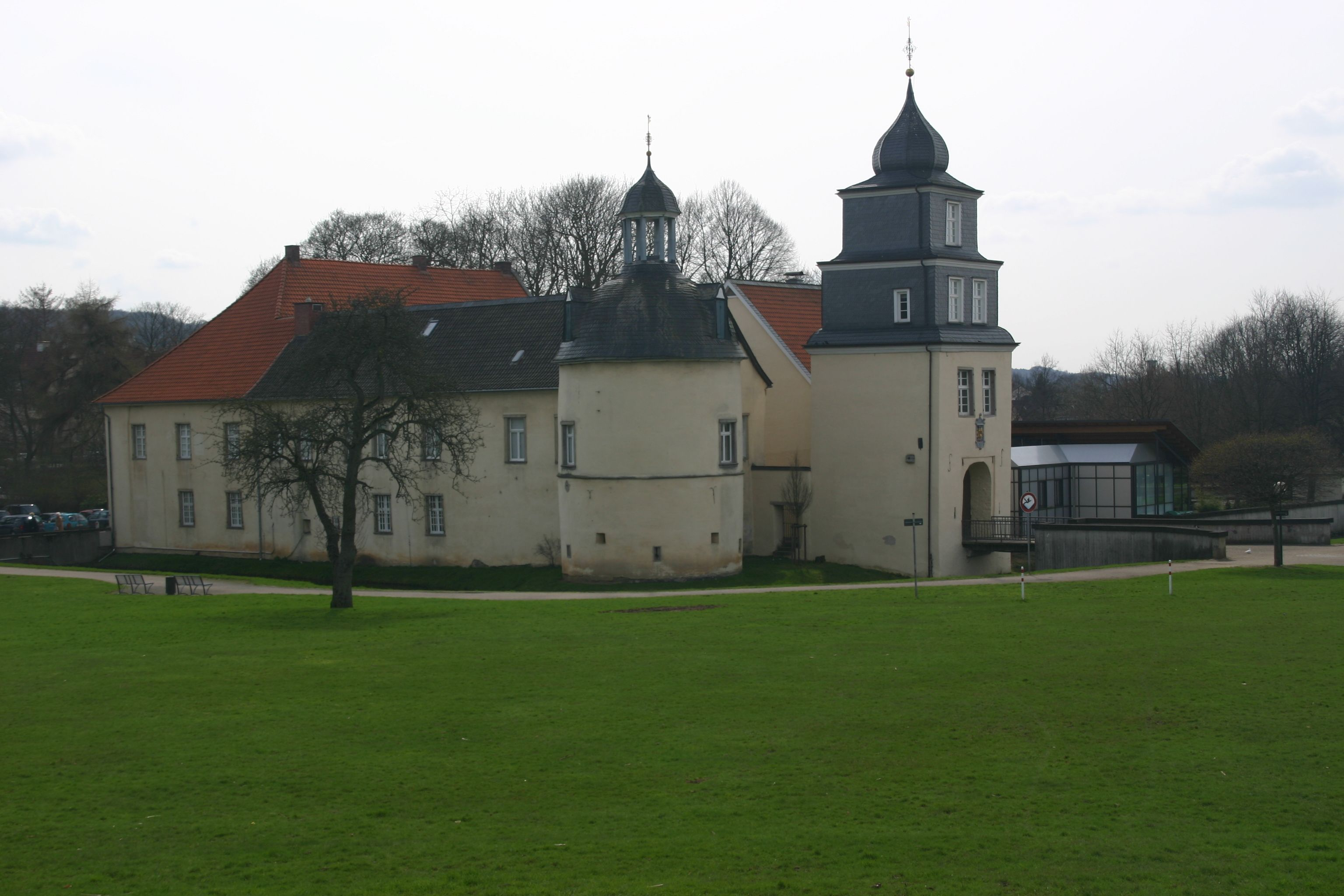
Casa Martfeld a Schwelm dove Henriette visse dal 1816 al 1818 presso la sorella Elisabeth.

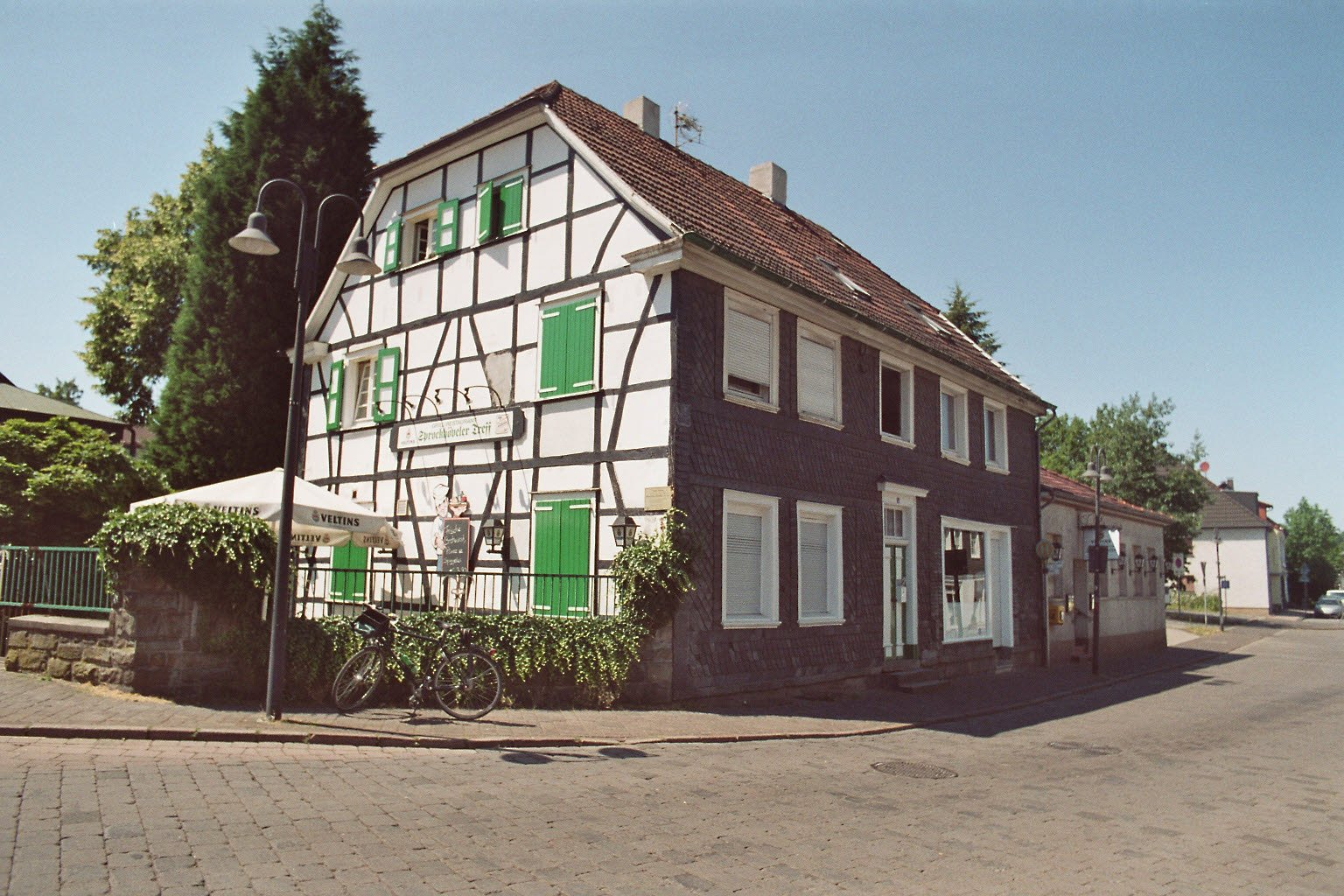
Casa Heine: Henriette Davidis vi lavorò durante la sua permanenza a Sprockhövel (1841–1848), nello stesso periodo venne pubblicato il libro Praktische Kochbuch.

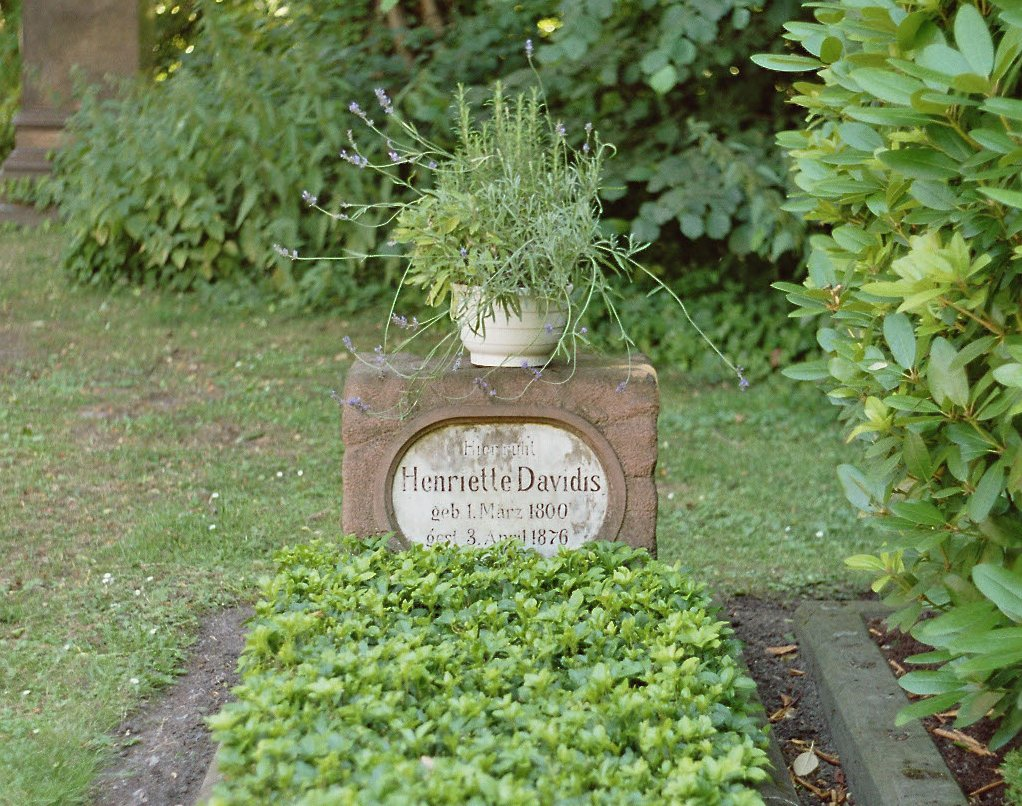
La tomba presso il Dortmunder Ostenfriedhof

Nacque nel 1800 nel piccolo centro di Wengern sulle rive della Ruhr, in Vestfalia (oggi un quartiere della cittadina di Wetter), decima dei tredici figli del pastore Ernst Heinrich Davidis e di sua moglie, Maria Katharina Litthauer di origine olandese. Ernst Heinrich Davidis fu ordinato ad Amsterdam nel 1780, era stato pastore della guarnigione di Breda per nove anni per poi assumere il ruolo di aiuto predicatore a Wengern dove nel 1792 divenne pastore.
Dopo la confermazione nel 1816 Henriette lasciò la casa paterna e si trasferì dalla sorella maggiore Elisabeth a Schwelm; qui frequentò per due anni una scuola femminile, nel 1818 tornò a casa e continuò a frequentare la scuola femminile. Si trasferì a Bommern dalla sorella Albertine per aiutarla nel lavoro e con i quattro figli. Nel 1828 morì il padre e Henriette rientrò a Wengern per occuparsi della madre fino alla morte di questa nel 1838. Nel 1840 si trasferì a Windheim.
Dal 1841 al 1848 lavorò a Sprockhövel come educatrice in una scuola per ragazze. Durante questo periodo pubblicò il suo Praktisches Kochbuch. Zuverlässige und selbstgeprüfte Recepte der gewöhnlichen und feineren Küche, (Libro di cucina pratica, ricette affidabili e verificate della cucina casalinga e della cucina festiva) nel 1847 e 1848 seguirono gli Arrangements zu kleinen und größeren Gesellschaften (Composizioni per piccoli e grandi eventi sociali) e Praktische Anweisung zur Bereitung des Roßfleisches (Istruzioni pratiche per la preparazione della carne equina), che in seguito vennero incluse come appendice nelle riedizioni del Praktisches Kochbuch. Per la redazione del Praktisches Kochbuch Henriette aveva fatto ricerche estese e raccolto ricette per diversi anni.

### Autrice e insegnante
Finito il periodo a Sprockhövel Henriette lavorò a Brema come istitutrice e governante. Nel 1855 tornò a Bommern dalla sorella Albertine, e vi rimase fino al 1857. In questo periodo, probabilmente incoraggiata dal successo del suo libro di cucina, si decise a scrivere un testo di economia domestica e diversi scritti per ragazze e giovani donne. Nel 1850 apparve Der Gemüsegarten (L'orto) come parte prima di un'opera più ampia intitolata Vollständigen Haushaltsbuches (Economia domestica generale), nello stesso anno scrisse un testo, mai pubblicato, sull'assistenza agli infermi. Nel 1856 scrisse Puppenköchin Anna, (Anna, la cuoca delle bambole), nel 1857 Die Jungfrau (La donna nubile) e nel 1858 Puppenmutter Anna (Anna, la madre delle bambole). L'opera completa sull'economia domestica non venne però mai terminata. Dopo un volume di poesie e racconti brevi nel 1861 venne pubblicato Die Hausfrau. Praktische Anleitung zur selbständigen und sparsamen Führung des Haushaltes (La donna di casa, indicazioni pratiche per la conduzione autonoma e parsimoniosa della gestione casalinga), che rappresentava la conclusione del suo programma formativo per la futura donna di casa. 
Nel maggio 1857 si trasferì a Dortmund, dove visse prima in affitto e poi in un appartamento di proprietà, presumibilmente visse dei proventi delle sue pubblicazioni. Rielaborò alcuni scritti che vennero pubblicati in nuove edizioni. A partire dal 1860 scrisse anche regolarmente per riviste come Daheim, un periodico simile al più noto Die Gartenlaube e che si rivolgeva a lettori della media borghesia pubblicato dal 1865 fino al 1944. Pubblicò altri scritti minori come Diätetik für Hausfrauen. Die Gesundheits- und Krankenpflege im Hause … (Dietetica per donne di casa, la cura della salute e delle malattie in casa) e Kraftküche von Liebig’s Fleischextract für höhere und unbemittelte Verhältnisse. (La cucina con l'estratto Liebig) quest'ultimo era uno scritto promozionale redatto su incarico dell'azienda Liebig che descriveva i benefici dell'estratto di carne da poco sviluppato. 
Henriette perse due fidanzati poco prima del matrimonio e non si sposò mai. Come donna autonoma, anche economicamente, non visse certamente la vita ritirata e modesta descritta nei suoi libri. Il suo ultimo manoscritto Erinnerungen aus meinem Leben und Wirken (Ricordi dalla mia vita e dalle mie opere) rimase inedito e venne smarrito. Morì il 3 aprile del 1876 a Dortmund; è sepolta presso l'Ostenfriedhof Dortmund.
A Henriette Davidis è dedicato a Wengern un museo, che ne raccoglie le opere e gli scritti. Il Museo del libro di cucina presso il Westfalenpark a Dortmund le dedica gran parte della sua collezione. Parti di un focolare in pietra ricavato dalla casa paterna di Henriette sono state usate per comporre una targa commemorativa murata in una spalla del ponte ferroviario della tratta Witten–Schwelm presso Wengern; la casa era stata abbattuta per edificare il ponte.

## Opere
- Praktisches Kochbuch. Zuverlässige und selbstgeprüfte Recepte der gewöhnlichen und feineren Küche. Practische Anweisung zur Bereitung von verschiedenartigen Speisen, kalten und warmen Getränken, Gelees, Gefrornem, Backwerken, sowie zum Einmachen und Trocknen von Früchten, mit besonderer Berücksichtigung der Anfängerinnen und angehenden Hausfrauen, Velhagen & Klasing, Bielefeld 1845, pubblicato in 62 edizioni fino alla scadenza del diritto d'autore e in innumerevoli rielaborazioni successive
- Arrangements zu kleinen und größeren Gesellschaften, zu Frühstücks-, Mittags- und Abendessen, Kaffee’s und Thee’s und einem Küchenzettel nach den Jahreszeiten geordnet. Velhagen & Klasing, Bielefeld 1847. (Dalla 3ª edizione integrato nel Praktisches Kochbuch)
- Praktische Anweisung zur Bereitung des Roßfleisches. Julius Bädeker, Iserlohn 1848.
- Gedichte. Julius Bädeker, Iserlohn 1848. (2ª edizione 1848)
- Vollständiges Haushaltungsbuch. Der Gemüsegarten (…). Julius Bädeker, Elberfeld, 1850. (dalla 5ª edizione (1863) col titolo Der Küchen-Garten für Hausfrauen. Praktische Anleitung zur möglichst vorteilhaften Kultur der bekannten Gewächse für Küche und Keller nach den Monaten geordnet. Verbunden mit einer Anleitung zur Kultur des Blumen-Gartens. Auf eigene und langjährige Erfahrungen praktischer Gartenfreunde gegründet, fino al 1919 23 edizioni)
- Puppenköchin Anna. Grote, Dortmund 1856. (9 edizioni fino al 1898.)
- Die Jungfrau. Worte des Rats zur Vorbereitung für ihren Beruf. Eine Mitgabe für Töchter bei ihrem Eintritt in’s Leben. 1857. (Dalla 2ª edizione Der Beruf der Jungfrau. Eine Mitgabe für Töchter gebildeter Stände. 17 edizioni fino al 1922.)
- Puppenmutter Anna oder wie Anna sich beschäftigt und ihren Puppenhaushalt führt. Nebst Geschichten für kleine Knaben und Mädchen. Joedicke, Dortmund 1858. (4 edizioni fino al 1890)
- Natur- und Lebensbilder. Kleine Beiträge zur weiblichen Gemüthsbildung. A. Bagel, Wesel 1860.
- Die Hausfrau. Praktische Anleitung zur selbständigen und sparsamen Führung des Haushalts. (…). Seemann/Davidis, Essen/Dortmund 1861. (18 edizioni fino al 1907) 5ª edizione, 1870
- Kraftküche von Liebig’s Fleischextract für höhere und unbemittelte Verhältnisse erprobt und verfaßt von Henriette Davidis. Friedrich Vieweg, Braunschweig 1870. (fino al 1880 6 edizioni)
- Ricettario promozionale Liebig-Werke: Liebig Company’s Fleisch-Extract in der bürgerlichen Küche. Eine Sammlung erprobter einfacher Recepte von der Herausgeberin des Kochbuches von Henriette Davidis mit einem Anhang von Recepten für Krankenkost unter Verwendung des Fleisch-Peptons der Compagnie Liebig. Ihrer Kundschaft gewidmet von der Liebig’s Fleisch-Extract-Compagnie. Selbstverlag, O. O., o. J.